# Championnat d'Ouzbékistan de football 1998
Navigation
Saison précédente Saison suivante
La saison 1998 du Championnat d'Ouzbékistan de football est la septième édition de la première division en Ouzbékistan, organisée sous forme de poule unique, l'Oliy Liga, où toutes les équipes se rencontrent deux fois au cours de la saison. En fin de saison, les deux derniers du classement sont relégués et remplacés par les deux meilleurs clubs de Birinchi Liga, la deuxième division ouzbek.
C'est le Pakhtakor Tachkent qui remporte le championnat cette saison après avoir terminé en tête du classement final, avec six points d'avance sur le Neftchi Ferghana et dix-sept sur le Navbahor Namangan. C'est le tout premier titre de champion d'Ouzbékistan de l'histoire du club. 
Le tenant du titre, le MHSK Tachkent, rate totalement sa saison (2 victoires seulement) et termine à l'avant-dernière place. Elle évoluera en Birinchi Liga la saison prochaine.

## Clubs participants
- Pakhtakor Tachkent
- Neftchi Ferghana
- Sogdiana Jizzakh
- FK Bukhara
- Navbahor Namangan
- FK Kosonsoy
- Zarafshon Navoiy
- FK Andijan
- Traktor Tachkent
- Surxon Termiz
- MHSK Tachkent
- Xorazm Urganch
- Temiryulchi Kokand - Promu de Birinchi Liga
- Nasaf Qarshi
- Metallurg Bekabad - Promu de Birinchi Liga
- FK Dostlik Tachkent

## Compétition
Le barème de points servant à établir le classement se décompose ainsi :
- Victoire : 3 points
- Match nul : 1 point
- Défaite : 0 point

### Classement
| Rang | Équipe               | Pts | J  | G  | N  | P  | Bp | Bc | Diff |
| ---- | -------------------- | --- | -- | -- | -- | -- | -- | -- | ---- |
| 1    | Pakhtakor Tachkent   | 76  | 30 | 24 | 4  | 2  | 96 | 29 | +67  |
| 2    | Neftchi Ferghana     | 70  | 30 | 21 | 7  | 2  | 82 | 27 | +55  |
| 3    | Navbahor Namangan C  | 59  | 30 | 18 | 5  | 7  | 60 | 33 | +27  |
| 4    | Sogdiana Jizzakh     | 52  | 30 | 16 | 4  | 10 | 56 | 43 | +13  |
| 5    | Nasaf Qarshi         | 45  | 30 | 12 | 9  | 9  | 43 | 31 | +12  |
| 6    | FK Bukhara           | 43  | 30 | 13 | 4  | 13 | 51 | 50 | +1   |
| 7    | Temiryolchi Kokand P | 43  | 30 | 13 | 4  | 13 | 53 | 63 | -10  |
| 8    | FK Dostlik Tachkent  | 43  | 30 | 11 | 10 | 9  | 57 | 43 | +14  |
| 9    | FK Andijan           | 40  | 30 | 12 | 4  | 14 | 59 | 58 | +1   |
| 10   | Surxon Termez        | 40  | 30 | 12 | 4  | 14 | 50 | 62 | -12  |
| 11   | Zarafshon Navoiy     | 40  | 30 | 12 | 4  | 14 | 46 | 58 | -12  |
| 12   | Xorazm Urganch       | 36  | 30 | 10 | 6  | 14 | 39 | 55 | -16  |
| 13   | Metallurg Bekabad P  | 34  | 30 | 9  | 7  | 14 | 37 | 50 | -13  |
| 14   | Traktor Tachkent     | 34  | 30 | 9  | 7  | 14 | 38 | 52 | -14  |
| 15   | MHSK Tachkent T      | 11  | 30 | 2  | 5  | 23 | 28 | 97 | -69  |
| 16   | FK Kosonsoy          | 10  | 30 | 2  | 4  | 24 | 31 | 75 | -44  |

|  | Qualification pour la Coupe des clubs champions 1999-2000                           |
|  | Qualification pour la Coupe des Coupes 1999-2000                                    |
|  | Relégation directe en Birinchi Liga                                                 |
|  | T: Tenant du titre C: Vainqueur de la Coupe d'Ouzbékistan P: Promu de Birinchi Liga |

## Bilan de la saison
| Championnat d'Ouzbékistan de football 1998 |                                |
| Champion                                   | Pakhtakor Tachkent (1er titre) |
| Coupes et trophées                         |                                |
| Vainqueur de la Coupe d'Ouzbékistan 1998   | Navbahor Namangan              |
| Qualifications continentales               |                                |
| Coupe des clubs champions 1999-2000        | Pakhtakor Tachkent             |
| Coupe des Coupes 1999-2000                 | Navbahor Namangan              |
| Promotions et relégations                  |                                |
| Promus en Oliy Liga                        | FK Yangiyer                    |
| Promus en Oliy Liga                        | FK Samarqand                   |
| Relégués en Birinchi Liga                  | FK Kosonsoy                    |
| Relégués en Birinchi Liga                  | MHSK Tachkent                  |